# Kevin J. Anderson
Kevin J. Anderson (n. 27 martie 1962) este un scriitor american de science fiction. A scris romane pentru seriile Războiul stelelor, StarCraft, Titan A.E. și Dosarele X și este coautor al preludiilor la Dune. Opera sa cuprinde seria Saga of Seven Suns și nominalizatul la premiul Nebula Assemblers of Infinity. A scris și câteva BD-uri din colecția Războiul stelelor Tales of the Jedi pentru Dark Horse în colaborare cu Tom Veitch, Predator (tot pentru Dark Horse) și Dosarele X pentru Topps. Printre romanele cu supereroi ale lui Anderson se numără Enemies and Allies (despre prima întâlnire dintre Batman și Superman) și The Last Days of Krypton (care povestește cum a fost distrusă planeta Krypton și alegerea făcută de cei doi părinți pentru fiul lor).
Anderson se află în juriul concursului "Writers of the Future".
Soția lui este scriitoarea Rebecca Moesta, cei doi locuind lângă Monument, Colorado.

## Biografie
Kevin J. Anderson (Kevin James Anderson) s-a născut pe 27 martie 1962 în Racine, Wisconsin. A fost puternic influențat de Războiul lumilor și, la opt ani, a scris prima lui povestire, Injection. La zece ani și-a cumpărat o mașină de scris și, de atunci, nu s-a mai oprit din scris.
În adolescență a trimis prima lui povestire la o revistă, dar au trecut doi ani până când unul dintre manuscrisele sale a fost acceptat, fiind plătit în exemplare din revistă. Prima povestire vândută pe bani a primit 12,50$, iar primul său roman, Resurrection, Inc., a fost publicat în 1988.
Anderson a lucrat timp de doisprezece ani la Laboratorul Național Lawrence Livermore, unde i-a întâlnit pe Rebecca Moesta, viitoarea lui soție și pe Doug Beason, împreună cu care scrie deseori.
După ce câteva dintre primele sale romane au fost publicate și au primit critici pozitive, Lucasfilm i-a oferit șansa de a scrie romane pentru seria Războiul stelelor.
Începând din 1993, 47 dintre romanele lui Anderson au ajuns pe listele de bestsellere. Mai mult de 20 de milioane de cărți i-au fost tipărite pe întreg mapamondul, fiind tradus în chineză, croată, daneză, olandeză, estonă, finlandeză, franceză, germană, greacă, ebraică, maghiară, indoneziană, italiană, japoneză, coreană, norvegiană, poloneză, portugheză, română, rusă, slovenă, spaniolă, suedeză și turcă.

## Premii
- Blindfold: nominalizat în 1996 la premiul Nebula
- Resurrection Inc.: nominalizat la premiul Bram Stoker
- Ground Zero: #1 pe lista de bestsellere din The Sunday Times și votat "Cel mai bun roman science fiction din 1995" de către cititorii SFX magazine
- Cartea Recordurilor pentru "Largest Single Author Signing" (stabilit anterior de generalul Colin Powell și Howard Stern)
- Romane cu Beason: nominalizate la premiul Nebula și la premiul "Forum" al American Physical Society
- Ruins: pe lista de bestsellere din New York Times (primul roman Dosarele X care realizează asta) și votat "Cel mai bun roman science fiction din 1996"
- Seria Young Jedi Knights Series: bestseller New York Times, câștigător în 1999 al premiului Golden Duck pentru excelență în science fiction.